# L'Épinay-le-Comte
L'Épinay-le-Comte is een plaats en voormalige gemeente in het Franse departement Orne (regio Normandië) en telt 188 inwoners (1999). De plaats maakt deel uit van het arrondissement Alençon. L'Épinay-le-Comte is op 1 januari 2016 gefuseerd met de gemeenten Passais en Saint-Siméon tot de gemeente Passais Villages. 

## Geografie
De oppervlakte van L'Épinay-le-Comte bedraagt 9,6 km², de bevolkingsdichtheid is 19,6 inwoners per km².
De onderstaande kaart toont de ligging van L'Épinay-le-Comte met de belangrijkste infrastructuur en aangrenzende gemeenten.

## Demografie
Onderstaande figuur toont het verloop van het inwonertal (bron: INSEE-tellingen).